# Данциг — Західна Пруссія
Увага:  Не вказане значення "common_name"

Райхсгау Данциг — Західна Пруссія (нім. Reichsgau Danzig-Westpreußen «імперська область Гданськ — Західна Пруссія», пол. Okręg Rzeszy Gdańsk-Prusy Zachodnie) — адміністративно-територіальна одиниця нацистської Німеччини, утворена під час Другої світової війни на анексованій нею території Вільного міста Данциг, Поморського воєводства (Польського коридору) Другої Польської Республіки та прусського адміністративного округу Марієнвердер.

## Історія
1 вересня 1939 року на самому початку війни Німеччина відразу анексувала Вільне місто Данциг.
11 вересня 1939 року утворено військовий округ Данциг — Західна Пруссія (нім. Militärbezirk Danzig-Westpreußen) з колишнього вільного міста Данциг і частини прилеглого польського воєводства. З 26 жовтня по 1 листопада 1939 він мав назву райхсгау Західна Пруссія (нім. Reichsgau Westpreußen). 2 листопада 1939 його перейменували на райхсгау Данциг — Західна Пруссія. Хоча назва перегукувалася з назвою прусської провінції з-перед 1920 року Західна Пруссія, територіально ці утворення не збігалися. На відміну від колишньої прусської провінції райхсгау включало район Бидгощі (Бромберг) на півдні, зате не мало району «Дойч-Кроне» (Валч) на заході.
Столицею утворення був Данциг (Гданськ), а його населення без цього міста налічувало 1 487 452 особи (1939 року). Площа цієї імперської області становила 26 056 км2, 21 237 км2 із яких припадало на анексовані Данциг і Поморське воєводство.

## Поділ

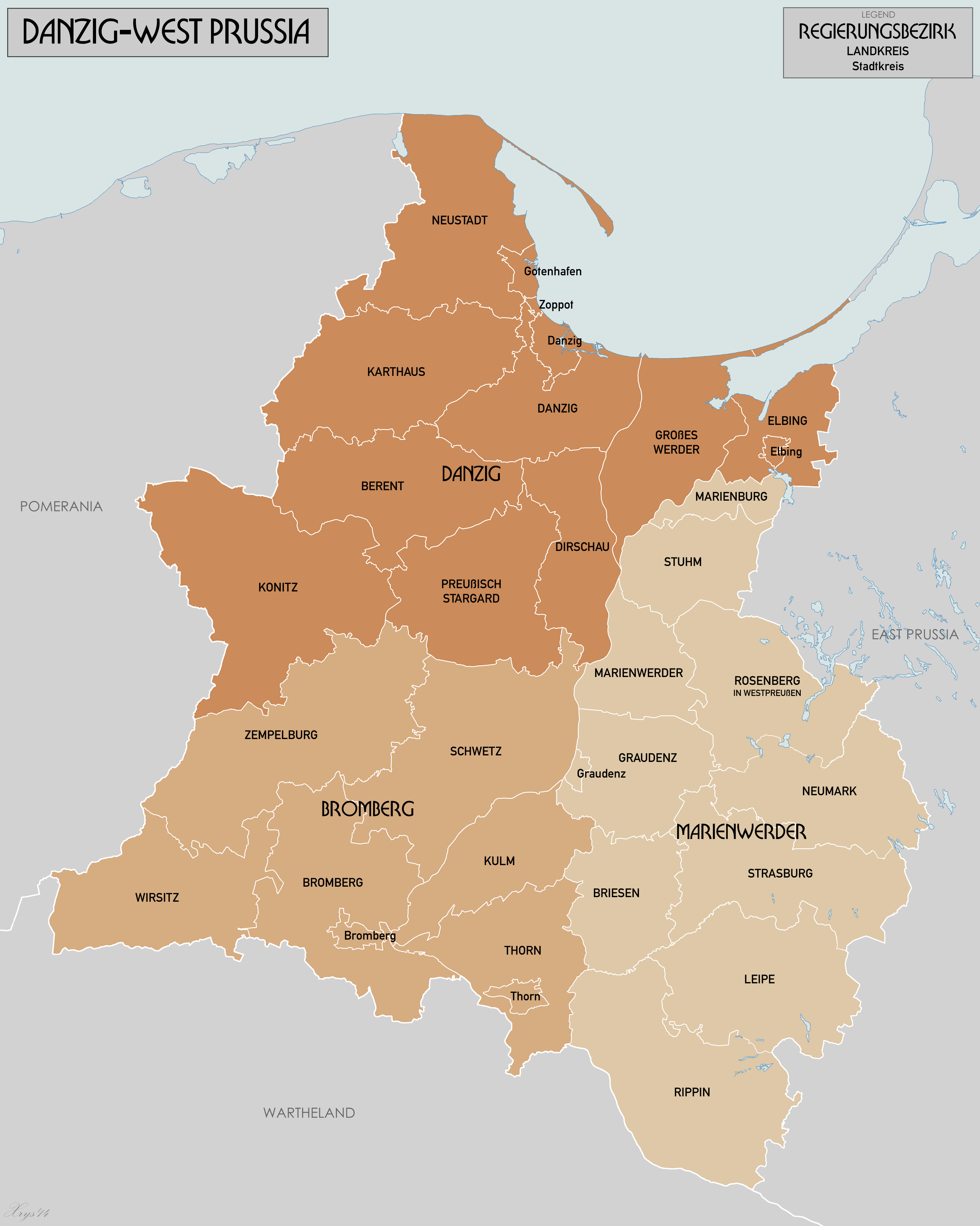
Адміністративні округи (Regierungsbezirk) і райони (Kreis), 1944

Райхсгау Данциг — Західна Пруссія складалося з трьох адміністративних округів Бромберг, Данциг і Марієнвердер, які своєю чергою поділялися на 33 повіти (райони).

## Управління
1 вересня 1939 гауляйтер гау Данциг Альберт Форстер став головою цивільної адміністрації анексованого міста (колишнього Вільного міста Данциг). 11 вересня 1939 його ж призначено начальником управління (нім. Verwaltungschef) адміністративного штабу військового округу Данциг — Західна Пруссія. 26 жовтня 1939 гауляйтер Альберт Форстер обійняв посаду райхсштатгальтера райхсгау Західна Пруссія, перейменованого 2 листопада 1939 на райхсгау Данциг — Західна Пруссія. Упродовж усієї війни він залишався найвпливовішим політичною постаттю, аж доки територію не захопили в березні 1945 року радянські війська.
У цьому райхсгау вермахт утворив 20-й військовий округ з осідком у Данцигу. Його командувачами були:
- Генерал артилерії Вальтер Гайц (11 вересня 1939 — 23 жовтня 1939) (як Befehlshaber Danzig-Westpreußen)[4]
- Генерал від інфантерії Макс Бок (23 жовтня 1939 — 30 квітня 1943)
- Генерал від інфантерії Бодевін Кейтель (30 квітня 1943 — 30 листопада 1944)
- Генерал від інфантерії Карл Вільгельм Шпехт (1 грудня 1944 — ? січня 1945)[5]

## Населення
Райхсгау був дуже неоднорідним, як і територія, що охоплювала землі довоєнного Данцига (повністю), Німеччини (Західна Пруссія) та Польщі (приблизно Поморське воєводство). Загальна чисельність населення становила 2 179 000, з яких 1 494 000 були громадянами Польщі переважно польської національності, 408 000 громадян Данцига переважно німецької національності та 277 000 німецьких громадян переважно німецької національності. Німецькі окупанти вважали данцизьке і польське громадянство нікчемними через фактичну ліквідацію цих двох держав. Християнам Данцига і християнам Польщі німецької національності було надано німецьке громадянство, євреям Данцига та євреям Польщі було відмовлено в німецькому громадянстві. Християнам Данцига і християнам Польщі польської національності здебільшого відмовляли у прийнятті в громадяни, але за певних обставин його надавали.

## Злочини окупаційної влади

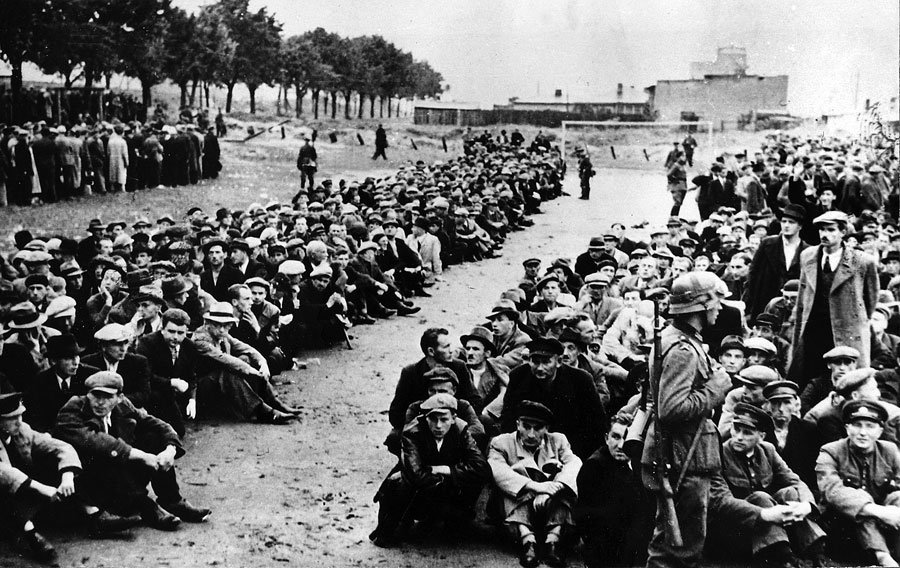
Поляки, затримані під час етнічної чистки в Гдині, вересень 1939 р.

За час короткого існування райхсгау нацистська Німеччина прирекла місцевих євреїв і поляків на знищення як «недолюдей».
На території райхсгау містився концтабір Штуттгоф і його підтабори, де було страчено або заморено хворобами, голодом чи жорстоким поводженням понад 85 000 людей. Із зігнаних у цей табір 52 000 євреїв вижили лише якихось 3 000.
Взимку 1939/40 рр. під час масових убивств у П'ясниці загинуло від 12 000 до 16 000 осіб, здебільшого з числа місцевої польсько-кашубської інтелігенції. Форстер заявляв, що поляки підлягають викоріненню: «Ми повинні винищити цю націю, починаючи з колиски».
У Західній Пруссії євреї не вирізнялися численністю жертв, оскільки єврейське населення цього краю було невеликим і більшість із них втекли перед приходом німців. Однак у місцях, де все ж таки вони проживали, їх виганяли та знищували. У серпні 1943 року близько 500 євреїв з табору в Поморському воєводстві відправили в Аушвіц, де 434 з них вбили відразу після прибуття.
За підрахунками, до кінця війни в цій імперській області було знищено до 60 000 людей, а до 170 000 було вигнано, хоча інші оцінки вказують на близько 35 000 осіб. Сам Форстер звітував, що до лютого 1940 року з області було «евакуйовано» 87 000 душ.

## Після війни
У березні 1945 року Польща домоглася повернення цього обширу до її складу. Нацистського намісника Альберта Форстера пізніше засудили на смерть і стратили за злочини проти людяності. Німецьке населення (включаючи поселенців часів війни, нацистів і військовиків) або втекло, або було вигнане.